# Cá mú chấm trắng
Cá mú chấm trắng, danh pháp là Epinephelus ongus, là một loài cá biển thuộc chi Epinephelus trong họ Cá mú. Loài này được mô tả lần đầu tiên vào năm 1790.

## Từ nguyên
Từ định danh được Latinh hóa từ Ongo, tên thông thường của loài cá này ở Indonesia.

## Phạm vi phân bố và môi trường sống
Cá mú chấm trắng có phân bố rộng khắp khu vực Ấn Độ Dương - Thái Bình Dương. Dọc theo bờ biển Đông Phi, loài này có phạm vi trải dài về phía đông đến quần đảo Marshall và Tonga, ngược lên phía bắc đến Nhật Bản, giới hạn phía nam đến Madagascar và Úc. Ở Việt Nam, cá mú mới chỉ được ghi nhận tại vịnh Nha Trang.
Cá mú chấm trắng sống dọc theo các rạn viền bờ và trong đầm phá ở độ sâu đến ít nhất là 60 m (thường là sâu hơn 20 m trở xuống); cá con sống ở vùng nước nông hơn. Cá mú chấm trắng khá phụ thuộc vào môi trường sống rạn san hô Acropora.

## Mô tả

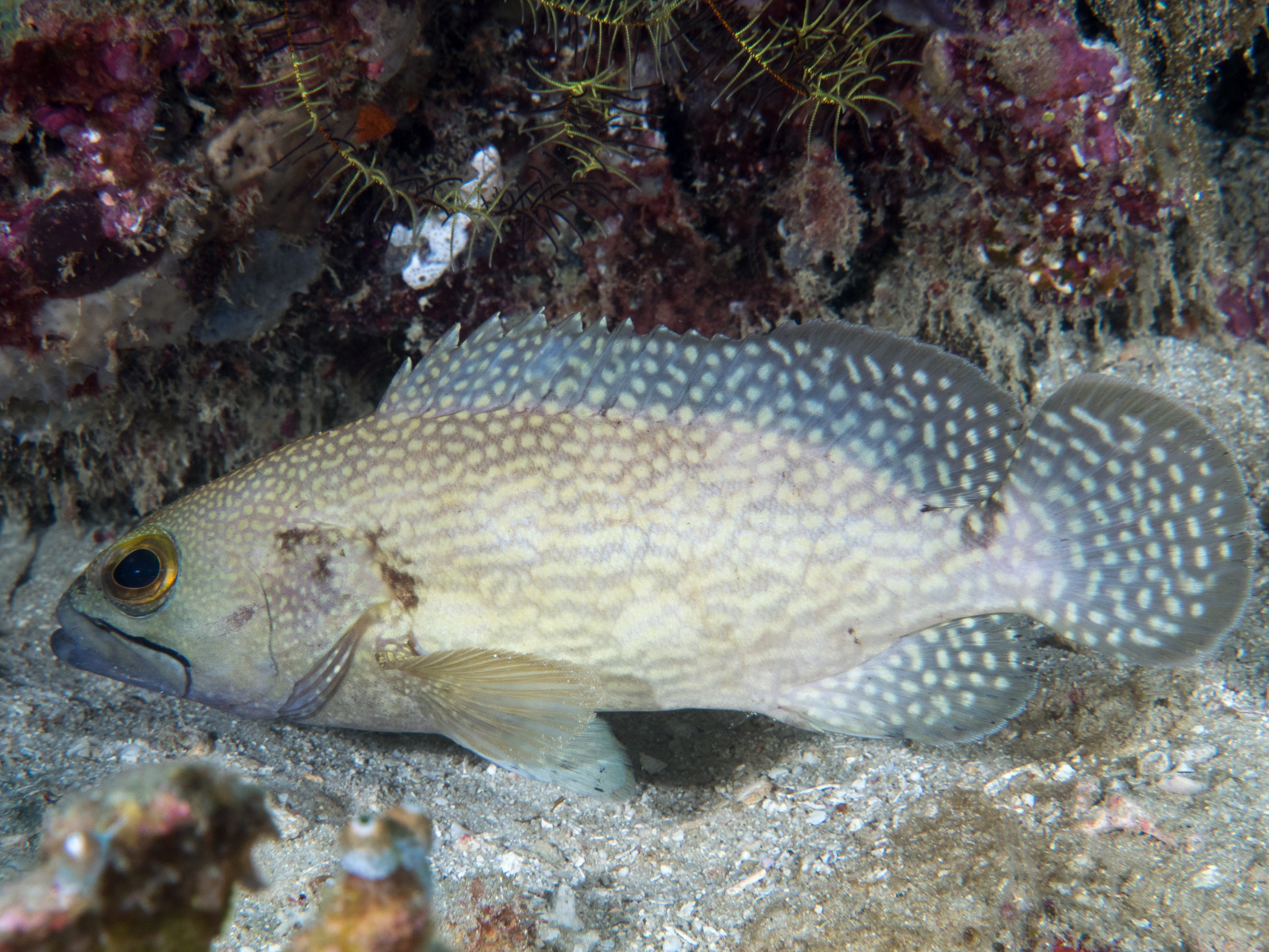
Cá trưởng thành

Chiều dài cơ thể lớn nhất được ghi nhận ở cá mú chấm trắng là 40 cm. Cá có màu nâu với nhiều đốm trắng nhỏ phủ khắp cơ thể và các vây (trừ vây bụng và ngực). Các đốm này trở nên thuôn dài theo chiều ngang theo kích thước, và ở cá trưởng thành, chúng thường nối thành những sọc gợn sóng. Một vài đốm mờ (bằng mắt hoặc lớn hơn) thường đè lên các đốm trắng này. Rìa sau của vây hậu môn, vây lưng và vây đuôi có màu đen. Cá con có chiều dài tiêu chuẩn khoảng 6 cm có thêm đốm trắng trên vây bụng và vây ngực; vây ngực màu vàng.
Số gai ở vây lưng: 11; Số tia vây ở vây lưng: 14–16; Số gai ở vây hậu môn: 3; Số tia vây ở vây hậu môn: 8; Số tia vây ở vây ngực: 15–17; Số vảy đường bên: 48–53.

## Sinh học
Thức ăn của cá mú chấm trắng là những loài cá nhỏ hơn và động vật giáp xác.
Ở Okinawa (Nhật Bản), cá mú chấm trắng có thể sống đến 20 năm tuổi, còn như ở bờ đông Úc, chúng sống đến 30 năm tuổi. Ước tính, loài này thuần thục sinh dục khi được 3 năm tuổi.
Thời điểm sinh sản của cá mú chấm trắng là từ tháng 4 đến tháng 7.

## Thương mại
Cá mú chấm trắng là loài mục tiêu đánh bắt chính ở một vài nơi như quần đảo Solomon và Okinawa, cùng một phần khu vực Đông Nam Á.